# Oil on Canvas
Oil on Canvas är ett livealbum med den brittiska gruppen Japan, utgivet 1983. Den spelades in under gruppens sista turné 1982 och innehåller även tre studioinspelade instrumentallåtar, "Oil on Canvas", "Voices Raised in Welcome, Hands Held in Prayer" och "Temple of Dawn". I liveinspelningarna är gruppen kompletterad med den japanske musikern Masami Tsuchiya. Albumet gavs även ut i en videoversion som finns inkluderad på dvd:n The Very Best of Japan (2006).

## Låtlista
Sida A:
1. "Oil on Canvas" – 1:25
2. "Sons of Pioneers" (Karn/Sylvian) – 4:59
3. "Gentlemen Take Polaroids"  – 6:41
4. "Swing"  – 5:36

Sida B:
1. "Cantonese Boy"  – 3:45
2. "Visions of China" (Jansen/Sylvian)  – 3:34
3. "Ghosts"  – 6:23
4. "Voices Raised in Welcome, Hands Held in Prayer" (Jansen/Sylvian) – 3:30

Sida C:
1. "Nightporter"  – 6:47
2. "Still Life in Mobile Homes"  – 5:37
3. "Methods of Dance"  – 6:07

Sida D:
1. "Quiet Life"  – 4:34
2. "The Art of Parties"  – 5:28
3. "Canton" (Jansen/Sylvian) – 5:43
4. "Temple of Dawn" (Barbieri) – 1:45

Alla låtar förutom de angivna komponerade av David Sylvian.

## Singel från albumet
- "Canton" (live) / "Visions of China" (live)

## Medverkande
- David Sylvian: sång, keyboards

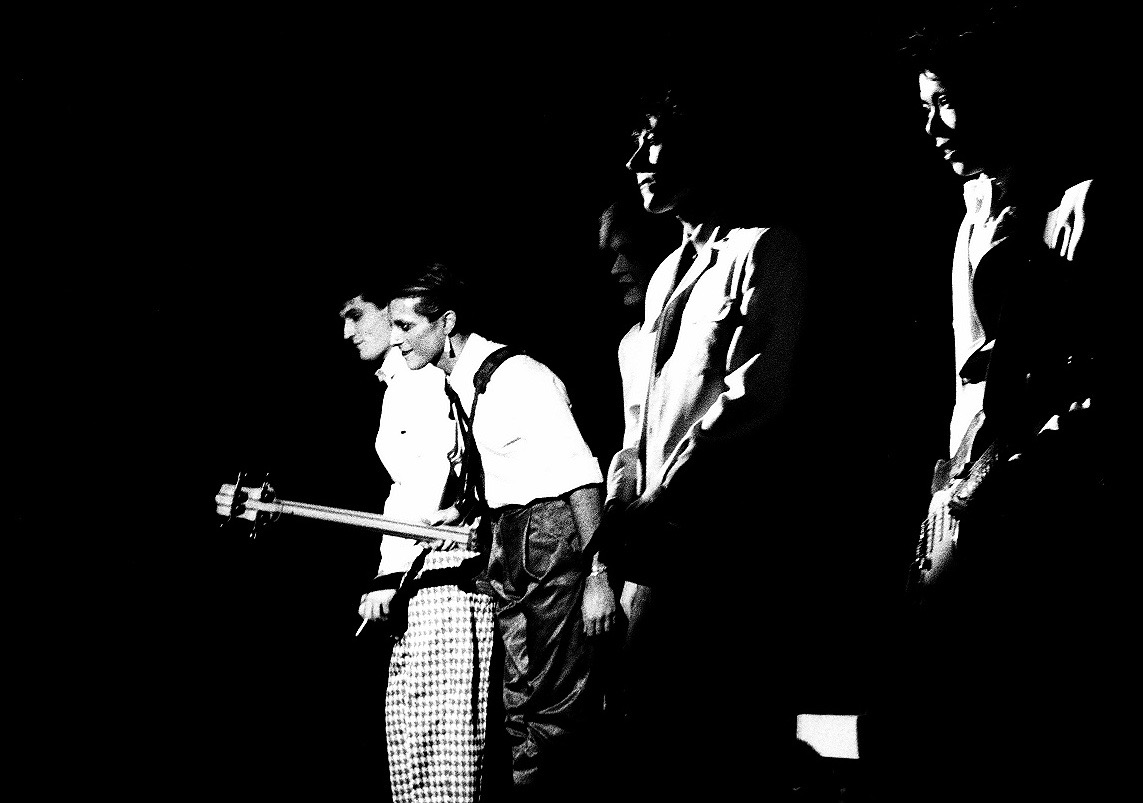
Steve Jansen, Mick Karn, David Sylvian, Richard Barbieri och Masami Tsuchiya

- Mick Karn:  basgitarr, klarinett, saxofon, bakgrundssång
- Richard Barbieri: keyboards
- Steve Jansen: trummor, marimba
- Masami Tsuchiya: gitarr, keyboards, tapes

Övriga:
- Frank Auerbach: omslagsmålning
- Anton Corbijn: fotografier
- Nigel Walker och John Punter: inspelningstekniker